# Мова. Суспільство. Журналістика (конференція)
Мова. Суспільство. Журналістика — міжнародна науково-практична конференція з проблем функціонування і розвитку української мови. Проводиться традиційно щороку з 1994 в Інституті журналістики Київського національного університету імені Тараса Шевченка на базі кафедри мови та стилістики.

## З історії конференції
Уперше науково-практичну конференцію з питань функціонування і розвитку української мови «Українська мова: походження й функціонування» було проведено в Інституті журналістики 14 листопада 1994 року з ініціативи викладачів кафедри мови та стилістики — професора А. І. Мамалиги та доцента О. М. Пазяк. Мала статус міжвузівської студентської.
Співорганізатори: Інститут журналістики, Київський військовий інститут управління та зв'язку МО України (професор М. В. Гуць), Всеукраїнське товариство «Просвіта» імені Тараса Шевченка (професор І. П. Ющук).
У 1995 році участь у II науково-практичній конференції «Українська мова та державотворчий процес» брали 4 ВНЗ України.
До організації III конференції «Українська мова і світ» (19 березня 1997) долучилися також Інститут міжнародних відносин КНУ імені Тараса Шевченка та Київський регіональний інститут підвищення кваліфікації керівних кадрів освіти. Завдяки участі іноземних студентів захід набуває міжнародного характеру.
IV науково-практична конференція «Українська мова на порозі третього тисячоліття» (1998) проходила в рамках святкування 25-ліття кафедри мови та стилістики і 5-ї річниці набуття Інститутом журналістики свого статусу. Співорганізатори: Інститут журналістики КНУ імені Тараса Шевченка, Київський військовий інститут управління та зв'язку МО України, Міжнародний інститут лінгвістики і права.
V (ювілейна) науково-практична конференція, присвячена проблемам функціонування, розвитку української мови і мовної політики в Україні «Українська мова — джерело духовного відродження суспільства» (29 березня 1999). Відбувалася за програмою відзначення 165-річчя Київського національного університету імені Тараса Шевченка.
VI науково-практична конференція під назвою «Молодь і державна мова» (19—20 травня 2000) пройшла у форматі київської міської молодіжної. Співорганізаторами її спільно з Інститутом журналістики КНУ імені Тараса Шевченка виступили Київська міська державна адміністрація, Інститут української мови НАН України, Всеукраїнське товариство «Просвіта» імені Тараса Шевченка, Міжнародний інститут лінгвістики і права, редакції газет «Молодь України», «Культура і життя», «Україна молода», інформаційне агентство УНІАН.
У такому ж форматі було проведено і VIII, Х та XII конференції — як відповідно 2-гу, 3-тю і 4-ту київські міські молодіжні науково-практичні конференції «Молодь і державна мова» (2002, 2004, 2006).
З 2001 року тематика конференцій дедалі більше еволюціонує в бік питань функціонування мови у сфері мас-медіа, соціальних комунікацій:
2001 — «Мова мас-медіа ХХІ ст.» (VII міжнародна міжвузівська науково-практична конференція, присвячена проблемам функціонування, розвитку української мови і мовної політики в Україні, 19 квітня 2001 року).
2003 — «Українська мова в сучасному інформаційному просторі» (IX міжвузівська науково-практична конференція, присвячена проблемам функціонування, розвитку української мови і мовної політики в Україні, 21 лютого 2003 року), приурочена до Міжнародного дня рідної мови.
2005 — «Вплив ЗМІ на мовну свідомість сучасників» (XI міжнародна науково-практична конференція, присвячена проблемам функціонування і розвитку української мови і мовної політики в Україні, 30 березня 2005 року).
2007 — «Мовні процеси в сучасному медіапросторі» (XIII міжнародна науково-практична конференція з проблем функціонування і розвитку української мови, 29 березня 2007 року).
2008 — «Мова, суспільство, журналістика» (XIV Міжнародна науково-практична конференція з проблем функціонування і розвитку української мови, 18 квітня 2008 року).
2009 — «Культура мови сучасних мас-медіа в системі соціальних комунікацій» (XV Міжнародна науково-практична конференція з проблем функціонування і розвитку української мови, 10 квітня 2009 року), присвячена 175-річчю Київського національного університету імені Тараса Шевченка.
З 2010 року науково-практична конференція з питань функціонування і розвитку української мови проходить під постійною назвою «Мова. Суспільство. Журналістика». Зокрема, щорічні конференції відбулися:
- 2010, 26 березня (XVI)
- 2011, 25 березня (XVII, присвячена пам'яті професора А. П. Коваль)[2]
- 2012, 6 квітня (XVIII, на пошану професорів А. І. Мамалиги та О. Д. Пономарева з нагоди ювілеїв)
- 2013, 12 квітня (XIX, присвячена 40-річчю кафедри мови та стилістики)[3]
- 2014, 11 квітня (XX (ювілейна), присвячена 180-літтю Університету)[4]
- 2015, 3 квітня (XXI)[5]
- 2016, 8 квітня (XXI)[6]
- 2017, 6 квітня (XXIII)[7]
- 2018, 2 листопада (XXIV, присвячена Дню української писемності та мови)
- 2019, 5 листопада (XXV (ювілейна), присвячена Дню української писемності та мови)

У 2001 вперше, а з 2005 остаточно конференція набуває статусу міжнародної. У різні роки в ній брали участь дослідники з Австрії, Бангладеш, Білорусі, Греції, Італії, Канади, КНР, Республіки Корея, Польщі, Росії, США, Туреччини та інших країн.

## Заходи в рамках конференції
У різні роки за програмою конференції було проведено ряд наукових, науково-практичних заходів — круглих столів, майстер-класів тощо:
- Круглий стіл «Міська топоніміка в соціокультурному і мовному вимірах» (18 квітня 2008 року)[8]
- Круглий стіл «Студія нових медіа» (10 квітня 2009 року)
- Круглий стіл «Друга світова війна у публікаціях сучасних мас-медіа: Слово пам'яті, прощення, надії» (26 березня 2010 року)

З 2011 року до програми конференцій входить проведення всеукраїнських науково-практичних семінарів для працівників ЗМІ «Культура мови — культура нації» у форматі круглих столів, які організовують спільно Всеукраїнський благодійний фонд «Журналістська ініціатива» (президент — Людмила Мех) та Інститут журналістики КНУ ім. Тараса Шевченка. Зокрема, в такому форматі відбулися II (2011), III (2012), IV (2013), V (2014, на тему «Вплив творчості Тараса Шевченка на сучасний український медіадискурс»), VI (2015), VII (2016) та VIII (2017) семінари.

## Видання за матеріалами конференцій
За матеріалами доповідей і повідомлень учасників конференцій побачили світ наукові видання — збірники матеріалів, тез, наукових статей:

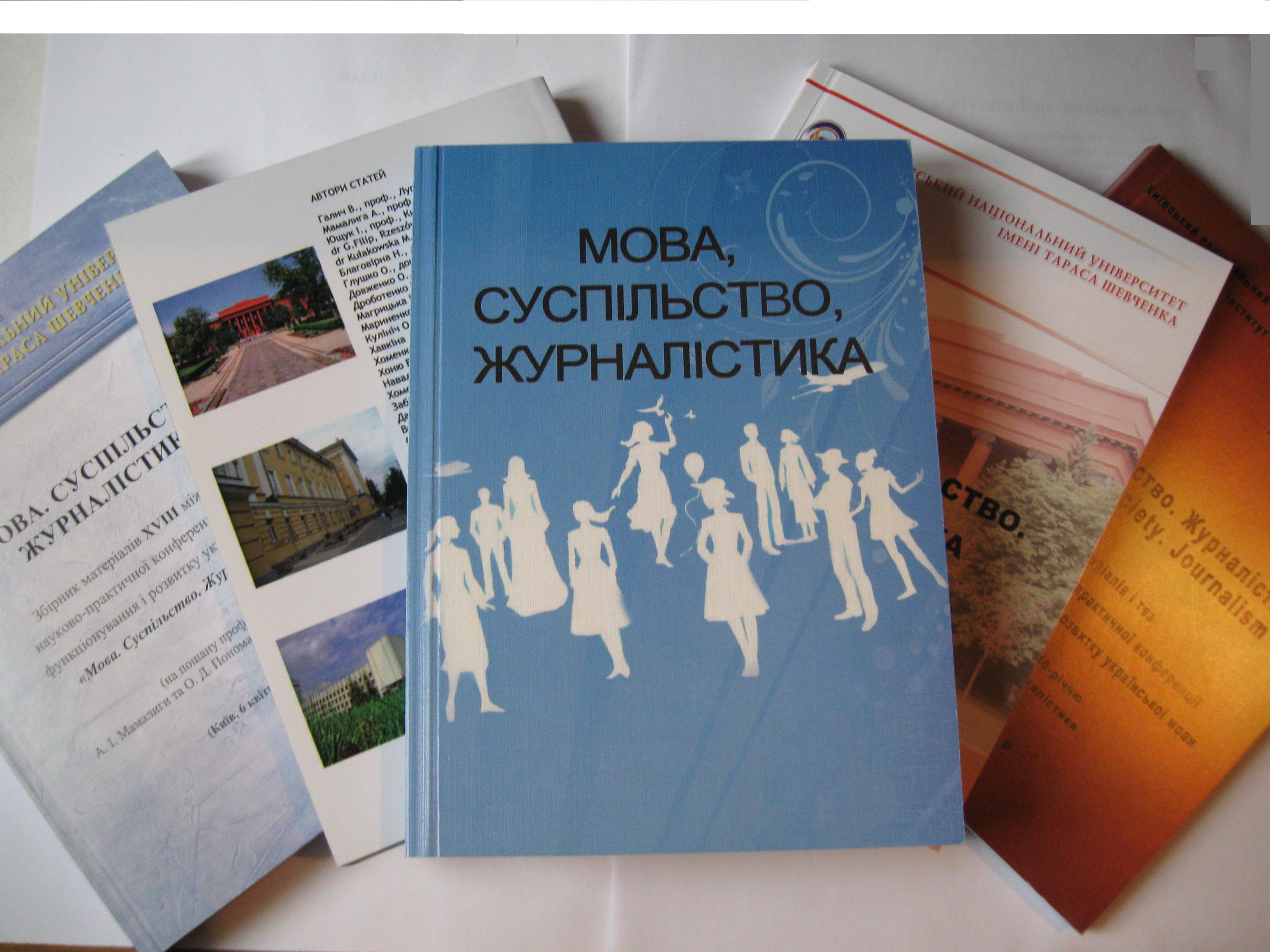
Збірники матеріалів і тез щорічних наук. конференцій «Мова. Суспільство. Журналістика»

- Українська мова у вищій школі : 5 років започаткування Міжвузівської науково-практичної конференції, присвяченої проблемам функціонування, розвитку української мови і мовної політики в Україні (за матеріалами публікацій у пресі) / Укл. М. Гуць, А. Мамалига, О. Пазяк. — К., 1999. — 37 с.
- Слово і суспільство, ч. 1 і 2, 2000.
- Молодь і державна мова, 2000 (видано спільно з Міжнародним інститутом лінгвістики і права).
- Українська мова і держава, 2001.
- Комунікативно-мовні процеси в сучасному медіапросторі: за матеріалами XIII міжнар. наук.-практ. конференції з проблем функціонування й розвитку укр. мови / присвяч. Року науки в Інституті журналістики / за ред. В. В. Різуна; упоряд. Д. Данильчук, Ю.Єлісовенко, І.Забіяка, А.Мамалига. — К., 2008. — 300 с.
- Мова, суспільство, журналістика: матеріали XIV міжн. наук.-практ. конференції з пробл. функціонування й розвитку укр. мови (Київ, 18 квітня 2008) / за ред. В. В. Різуна, А. І. Мамалиги; упоряд. Д. Данильчук, І. Забіяка, А. Мамалига. — К., 2010. — 356 с.
- Мова, суспільство, журналістика: за матеріалами XV міжнар. наук.-практ. конференції з проблем функціонування й розвитку укр. мови «Культура мови сучасних мас-медіа в системі соціальних комунікацій» (Київ, 10 квітня 2009) / присвяч. 75-річчю Бориса Олійника / за ред. В. В. Різуна, А. І. Мамалиги; упоряд. Д. Данильчук, І. Забіяка, А. Мамалига. — К., 2011. — 268 с.
- Мова. Суспільство. Журналістика (присвяч. ювілею професора К. С. Серажим; за матеріалами XVI конференції) / ред.-упор. А. Мамалига, Д. Данильчук. — К., 2012 [10].
- Мова. Суспільство. Журналістика: зб. матеріалів XVIII міжн. наук.-практ. конференції з пробл. функціонування й розвитку укр. мови «Мова. Суспільство. Журналістика» (на пошану професорів А. І. Мамалиги та О. Д. Пономарева з нагоди ювілеїв) (Київ, 6 квітня 2012) / ред.-упоряд. Д. Данильчук. — К., 2012. — 280 с.
- Мова. Суспільство. Журналістика: зб. наук. пр. на пошану професорів А. І. Мамалиги та О. Д. Пономарева з нагоди ювілеїв: за матеріалами XVII (25 берез 2011) та XVIII (6 квіт. 2012) міжнар. наук.-практ. конференцій з пробл. функціонування і розвитку укр. мови «Мова. Суспільство. Журналістика» / за ред. В. В. Різуна ; ред.-упор. Д. Данильчук, А. Мамалига. — К., 2013. — 135 с.
- Мова. Суспільство. Журналістика (Language. Society. Journalism): зб. матеріалів і тез XIX міжн. наук.-практ. конференції з проблем функціонування і розвитку укр. мови (присвячується 40-річчю кафедри мови та стилістики). 12 квітня 2013 / упор. Д. Данильчук. — К., 2013. — 168 с.
- Мова. Суспільство. Журналістика (Language. Society. Journalism): зб. матеріалів і тез XX (ювілейної) міжн. наук.-практ. конференції з питань мовної політики в Україні, проблем функціонування і розвитку укр. мови (присвячується 180-річчю Університету). 11 квітня 2014 / ред.-упор. А. Мамалига, Д. Данильчук. — К., 2014. — 152 с.
- Мова. Суспільство. Журналістика (Language. Society. Journalism): зб. матеріалів XXI міжн. наук.-практ. конференції з проблем функціонування і розвитку укр. мови. 3 квітня 2015 / ред.-упор. А. Мамалига, Д. Данильчук. — К., 2015. — 120 с.
- Мова. Суспільство. Журналістика (Language. Society. Journalism): зб. матеріалів XXII міжн. наук.-практ. конференції з проблем функціонування і розвитку укр. мови. 8 квітня 2016 / Упор. Д. Данильчук. — К., 2016. — 152 с.
- Мова. Суспільство. Журналістика (Language. Society. Journalism): зб. матеріалів XXIII міжн. наук.-практ. конференції з проблем функціонування і розвитку укр. мови. 6 квітня 2017 / Упор. Д. Данильчук. — К., 2017. — 104 с.
- Мова. Суспільство. Журналістика (Language. Society. Journalism): зб. матеріалів XXIV міжн. наук.-практ. конференції з проблем функціонування і розвитку укр. мови. 2 листопада 2018 / Упор. Д. Данильчук. Київ, 2018. 70 с.
- Мова. Суспільство. Журналістика (Language. Society. Journalism): зб. матеріалів і тез XXV (ювілейної) міжн. наук.-практ. конференції з проблем функціонування і розвитку укр. мови. 5 листопада 2019 / Упор. Д. Данильчук. Київ, 2019. 195 с.